# Morada Nova de Minas
Pour les articles homonymes, voir Morada Nova (homonymie).
Morada Nova de Minas est une municipalité brésilienne de l'État du Minas Gerais et la microrégion de Três Marias.